# Bartháné Meszlényi Anna
Bartháné Meszlényi Anna (Erdély, 1813. december 13. – Budapest, 1889. június 29.) énekes-színésznő.

## Életútja
Apja hivatalnok volt Kassán. 1830. március 7-én Kassán Bartha János felesége lett (az esküvői tanúk Pály Elek és Szilágyi Pál voltak), miután apja »meggyőződött, hogy Bartha nemes ember«. Kikötötte azonban, hogy a leányának nem szabad színpadra lépnie. Amint az öreg meghalt, mégis fellépett, 1833-ban Kassán, előbb a karban volt és játszott kis szerepeket is. Ugyanez évben ő is ott volt a budai színésztársaságnál. A nyelvet nem beszélte még kellő szabatossággal, ezért inkább táncprodukciókban léptették föl. A Honderű megdicsérte a mindenkor csinos öltözetű színésznőt. Itteni fizetése havi 40 forintra rúgott, mely megmaradt a következő évben is. A Nemzeti Színház bokrétaünnepén, 1836. augusztus 6-án ő köszöntötte a megjelenteket és ezeket a szavakat intézte a közönséghez: »Tűzzük hát ki e nagy napon a nemzet apostolainak zászlaját e szent épületre, hadd lengjen a reménység, a honfivértől csergedező szeretet jelképe fővárosunk fölött!« 1837-ben, a Nemzeti Színház megnyitó előadásán az Árpád ébredésében egy hölgyet játszott és a Belizárban Zsófiát. Később, mint drámai hősnő ismertté tette nevét. Scribe Egy pohár víz c. darabjában a királynő szerepében jeles művésznőnek bizonyult. 1854 elején megvált a Nemzeti Színháztól, de ugyanez év augusztus 23-án a Lowodi árvában Harleigh Judith szerepében újra fellépett. 1860-ban nyugalomba vonult, 529 forint 20 korona évdíjjal. Drámai hősnő volt, méltó elődje Lendvaynénak és Laborfalvi Rózának. 
Bartha Jánossal közös gyermeke, ifj. Bartha János (1838 k. – Budapest, 1911. február 25.) borbély volt Budán, a Fő utcában.

## Fontosabb szerepei
- Anna királyné (Scribe: Egy pohár víz)
- Nelli (Kisfaludy Károly: A leányőrző)
- Csillagné (Munkácsy J.: Garabonciás diák)
- Menyasszony (Farkas F.: Véletlen vőlegény – táncjáték)
- Karvasiné (Szigligeti Ede: Csikós)